# Berkeleyaceae
Famille
Les Berkeleyaceae sont une famille d'algues de l'embranchement des Bacillariophyta (Diatomées), de la classe des Bacillariophyceae et de l’ordre des Naviculales.

## Étymologie
Le nom de la famille vient du genre type Berkeleya, dédié par R. Greville au révérend M. J. Berkeley « qui a prêté beaucoup d'attention à cette belle tribu de plantes ».

## Liste des genres
Selon AlgaeBase (12 mai 2022) :
- Berkeleya Greville, 1827 - genre type
- Climaconeis Grunow, 1862
- Girodella Gaillon ex Turpin, 1827
- Gomphocaloneis F.Meister, 1932
- Lunella P.Snoeijs, 1996
- Parlibellus E.J.Cox, 1988
- Stenoneis Cleve, 1894
- Stictodesmis Greville, 1863

## Systématique
Le nom correct complet (avec auteur) de ce taxon est Berkeleyaceae D.G.Mann.